# 히카와 이오나
히카와 이오나(일본어: 氷川  いおな, 한국명: 최유라)는 토에이 애니메이션 제작의 애니메이션《해피니스 차지 프리큐어!》에 등장하는 가공의 인물이다. 애니메이션에서 목소리를 연기한 성우는 일본판은 토마츠 하루카, 한국판은 김율이다.

## 프로필
※ 일본판 / 한국판 順
| 히카와 이오나 / 최유라 | 히카와 이오나 / 최유라                                 |
| ---------------------- | ------------------------------------------------------ |
| 성별                   | 여자                                                   |
| 생일                   | 10월 7일                                               |
| 별자리                 | 천징자리                                               |
| 신분                   | 학생                                                   |
| 소속                   | 사립 피카리가오카학원 / 새빛 중학교                    |
| 가족관계               | 할아버지(최성범), 부모님, 언니(히카와 마리아 / 최유정) |
| 변신명                 | 큐어 포츈(Cure Fortune)                                |
| 퍼스널 컬러            | 보라색                                                 |
| 속성                   | 별                                                     |
| 등장 프리큐어 시리즈   | 해피니스 차지 프리큐어! / 해피니스 프리큐어!           |

## 인물소개
아이노 메구미와 동갑내기 소녀로 같은 학교에 다니지만 반은 다르다. 
가라테 집안으로 할아버지가 사범을 맡고 있으며 본인 실력도 뛰어나다.
머리가 좋고 학업성적과 스포츠 모두 만능인 문무겸비의 엄친딸로 교내에서는 선망의 대상이다. 점술에도 조예가 있어서 마을 축제 때 점집을 차려 '미스 포츈'이라는 예명으로 점을 쳐주기도한다. 
약한 자를 돕고 강한 자를 꺾는 정의감과 사람을 보살피는 상냥한 마음씨의 소유자지만, 말수가 적고 무표정에 무뚝뚝한 성격이라 인간관계가 넓지 않다. 
고지식하고 엄격하며 완고한 성격에 재능있고 능력도 뛰어난데다 사명감이 강해서 혼자서 뭐든지 다 처리하려는 경향이 있고 타인에게는 잘 맡기지 않았지만 메구미 일행과 점차 교류해가면서 좀더 자신에게 솔직해지고 동료들과 협동심을 배워간다.
언니 마리아(큐어 텐더)가 프리큐어 헌터 팬텀에게 당하고 이를 지켜보다가 러브프리 브레스를 이어받아 프리큐어가 되었다. 환영제국에 의해 언니를 잃은 아픔 때문에 언니의 원수인 환영제국, 특히 팬텀을 매우 증오하며 강한 원한을 품고 있었으며, 액시아를 열어서 환영제국을 부활시킨 원흉으로 인식하고 있는 시라유키 히메에게도 적개심을 품었었지만 나중에 자초지종을 알게되고 히메가 사과하고 자신 역시 히메를 미워한 것을 뉘우치면서 이후로는 사이가 좋아져서 친해지게 되었다.
언니바라기로 남에게 언니 자랑을 할 때면 평소와 다르게 눈동자가  빛나면서 말도 많아진다. 또한 근검절약 정신이 몸에 배어있어서 장을 볼 때도 조금이라도 더 저렴하게 사기 위해 매우 계획적으로 쇼핑을 한다.

## 큐어 포츈
"밤하늘에 반짝이는 희망의 별! 큐어 포츈!!" (夜空にきらめく希望の星! キュアフォーチュン!!)
운명의 프리큐어로 변신한 모습. 이미지 색은 보라색.
특징
전투 스타일
필살기
- 프리큐어 스타 더스트 슛
- 프리큐어 스타 스트림
- 프리큐어 스타 라이트 어센션
- 프리큐어 에메랄드 일루전

폼체인지
- 파인 아라비안
- 안미츠 코마치 / 레드 빈 파티 댄스
- 이노센트 폼